# Wólka (Płock)
Pour les articles homonymes, voir Wólka.
Wólka (prononciation : [ˈvulka]) est un village polonais de la gmina de Radzanowo dans le powiat de Płock de la voïvodie de Mazovie dans le centre-est de la Pologne.
Il se situe à environ 3 kilomètres au sud-est de Radzanowo (siège de la gmina), 15 kilomètres à l'est de Płock (siège du powiat) et à 84 kilomètres au nord-ouest de Varsovie (capitale de la Pologne).
Le village compte approximativement une population de 120 habitants en 2006.

## Histoire
De 1975 à 1998, le village appartenait administrativement à la voïvodie de Płock.